# الروضة (فاقوس)
الروضة إحدى قرى مركز فاقوس التابع لمحافظة الشرقية في جمهورية مصر العربية.

## السكان
بلغ عدد سكان الروضة 14,665 نسمة، حسب الإحصاء الرسمي لعام 2006. وفي عام 2017، بلغ عدد السكان 25,554 يمثل الذكور 13,141 بينما يمثل الإناث 12,413.